# Evergestis lemniscalis
Evergestis lemniscalis là một loài bướm đêm trong họ Crambidae.